# Johannes Behlen
Johannes Henrich Behlen (* 12. September 1780 in Welleringhausen; † 1. Januar 1848 ebenda) war ein deutscher Landwirt und Abgeordneter.

## Leben
Behlen war der Sohn des Richters und Landstandes Johann Henrich Behlen (* 4. März 1744 in Welleringhausen; † 31. August 1816 ebenda) und dessen Ehefrau Maria Margaretha geborene Schalck (* 6. November 1757 in Bömighausen; † 12. Mai 1784 in Welleringhausen). Er war evangelisch und vier Mal verheiratet. Die Ehefrauen waren:
1. Henriette Christine Zölzer, (⚭ Welleringhausen 4. Februar 1807), (* 4. Oktober 1783 in Welleringhausen; begraben 1. September 1811 ebenda), die Tochter des Provisors Johannes Zölzer und der Anna Louise Catharine Wilcke
2. Rosina (genannt Rosine) Elisabetha Kalhöfer, (⚭ Welleringhausen 18. Dezember 1812), (* 11. Juni 1795 in Bömighausen; † 15. Dezember 1820 in Welleringhausen), die Tochter des Richters und Landwirts Henricus Kalhöfer und der Anna Maria Zölzer
3. Marie Friederike Luise Wilhelmi, (⚭ Welleringhausen 16. Juli 1821), (* 1. September 1793 in Nieder-Schleidern; † 29. März 1829 in Welleringhausen), die Tochter des Landwirts Johann Christian Wilhelmi, Ackermann und der Marie Catharina Figge
4. Christine Henriette Wilhelmi, (⚭ Welleringhausen 10. Januar 1830), (* 9. Juli 1790 in Nieder-Schleidern; † 16. November 1863 in Welleringhausen), die Schwester der dritten Ehefrau

Behlen lebte als Landwirt in Welleringhausen, wo er auch Richter wurde. Am 10. Oktober 1816 wurde er mit 50 Prozent der Stimmen zum Kürgenossen in Welleringhausen gewählt und am 21. Februar 1837 mit 93 Prozent der Stimmen wiedergewählt. Von 1837 (als Nachfolger seines verstorbenen Schwagers Henrich Philipp Pohlmann) bis zu seinem Tod am 1. Januar 1848 war er Landstand in Waldeck. Er wurde für den Bauernstand im Oberjustizamt des Eisenbergs gewählt. Nachfolger in den Landständen wurde Wilhelm Grebe, der am 3. April 1848 eintrat.